# 더 윈체스터스
《더 윈체스터스》(영어: The Winchesters)는 The CW에서 2022년 10월부터 2023년 3월까지 방영된 미국의 다크 판타지 드라마이다. 드라마 《수퍼내추럴》의 스핀오프 작품 겸 프리퀄 작품이다.